# Чап чой
Чап чой е китайско ястие, чието име буквално означава „смесени зеленчуци“. То често съдържа меса (пиле, говеждо, скариди или свинско), но зеленчуците са основната му съставка. Използват се различни зелнчуци като пак сой, китайско зеле, бобени кълнове, зеле и целина. Приготвя се бързо на силен огън и се поднася в сгъстен с нишесте сос. Сервира се обикновено с ориз, но може да се сервира и с пържено фиде.